# Solenopsis monticola
Solenopsis monticola es una especie de hormiga del género Solenopsis, subfamilia Myrmicinae.